# Georges Lafenestre
Georges Lafenestre est un poète, critique d'art et historien de l'art français né le 5 mai 1837 à Orléans (Loiret) et mort le 19 mai 1919 à Bourg-la-Reine.

## Biographie

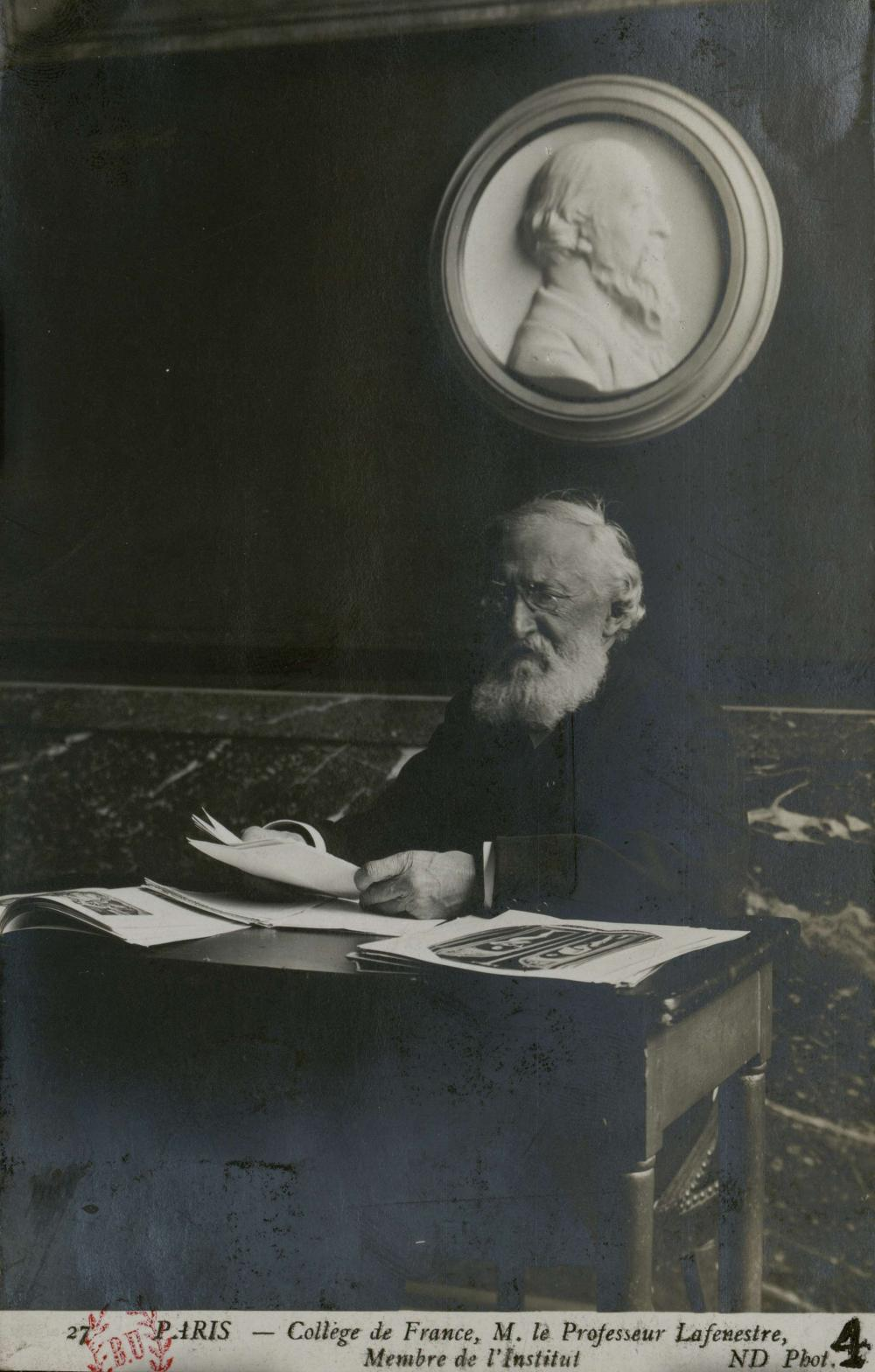
Collège de France. M. le professeur Lafenestre, membre de l'Institut (Bibliothèque de la Sorbonne, NuBIS).

Georges Lafenestre fait carrière dans l'administration des Beaux-Arts, conservateur au musée du Louvre, membre de l'Institut, il va constituer une importante collection de photographies d'art italien qu'il va léguer à la bibliothèque de l'Institut, constituant 21 Tomes folio Rodochanachi 95. Il épouse Mme Samuel Bénédite née Isabelle Lisbonne, mère de Georges Bénédite et de Léonce Bénédite, qui seront donc élevés par leur beau-père. Ils auront un fils, Pierre Lafenestre. Ami du bibliothécaire de l'Arsenal Jose Maria de Heredia, il est reçu dans ces lieux en compagnie de des Essarts, Sully Prudhomme, Henri de Régnier, Barrès, Colette et son premier mari Henry Gauthier-Villars, ainsi que Pierre Louÿs ; c'est le berceau des romantiques et des parnassiens. Selon Jules Tellier, « ses œuvres procèdent de Leconte de Lisle. Sa langue et d'une pureté classique, versificateur d'une grande habileté. Paysagiste, il fait songer à André Theuriet ». Il meurt le 19 mai 1919 à Bourg-la-Reine (Hauts-de-Seine), à son domicile sis 5, avenue du Lycée-Lakanal. Il est inhumé dans le cimetière de la commune (section 3).

## Odonymie
Une voie du 14e arrondissement de Paris porte son nom.

## Publications
- Les Espérances, 1864.

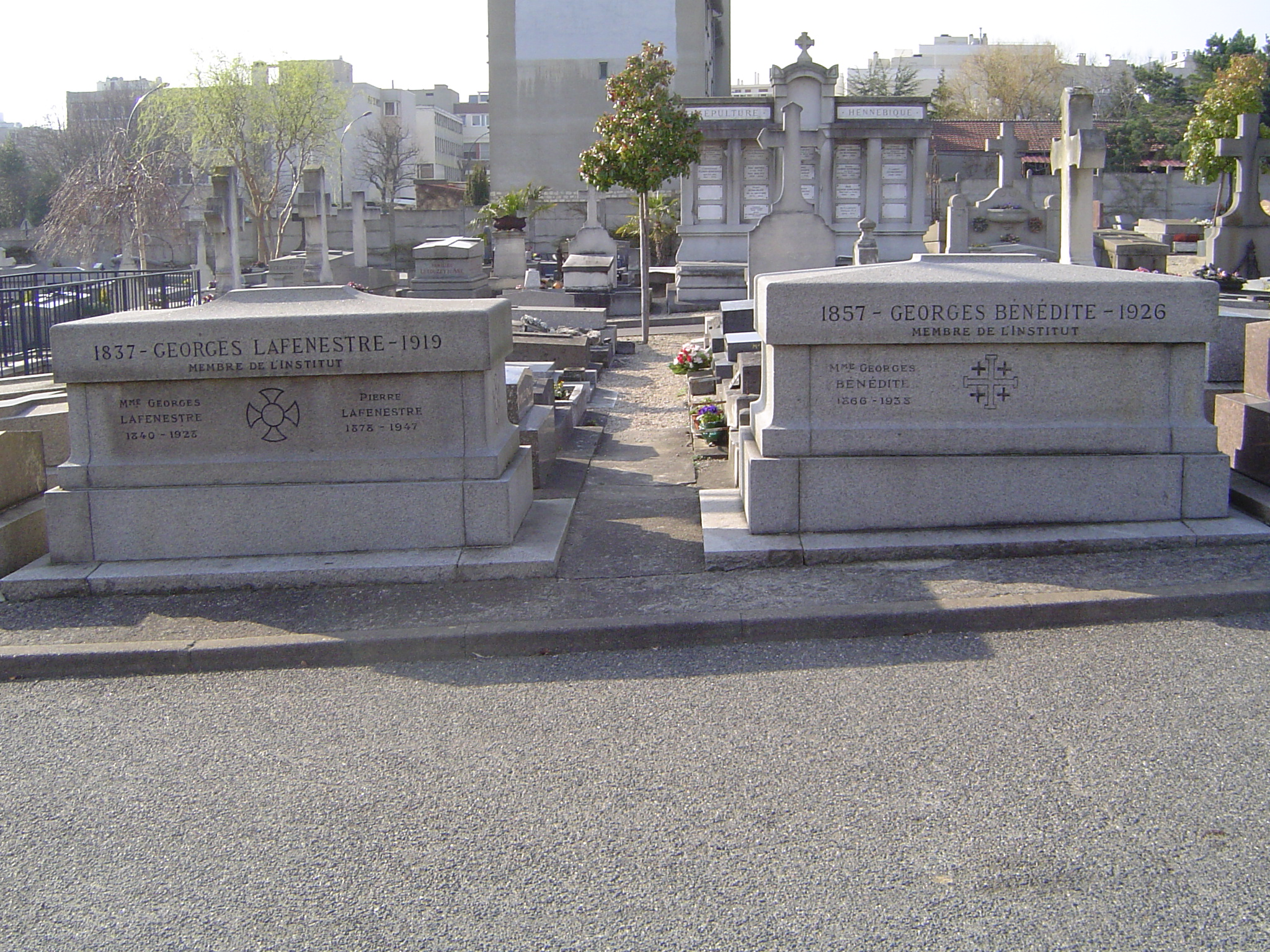
Sépultures des familles de Georges Lafenestre et de Georges Bénédite au cimetière de Bourg-la-Reine (dans la division 3).

- Le Parnasse contemporain II (recueil collectif), 1869-1871.
- 1874 - Idylles et Chansons, 1874.
- Le Plongeur.
- Chanson (recueil collectif).
- Le Vieux Barbizon. Souvenirs de jeunesse d'un paysagiste, 1875.
- Le Parnasse contemporain III, 1876.
- Juillet (recueil collectif).
- Hymne.
- Les Pigeons de Saint-Marc.
- Dieux Mourants.
- L'Ébauche.
- Chateaubriand, Hachette, 1882.
- Maîtres anciens. Études d'histoire et d'art (sculpture italienne, peinture milanaise), éditions Loones, 1882.
- Le livre d'or du Salon de peinture et de sculpture, Librairie des bibliophiles, Paris, 1882[1].
- La vie et l'œuvre de Titien, 1886.
- Le Salon de 1886, la peinture, la sculpture (extrait de la Revue des deux Mondes), 1886.
- La Peinture italienne, tome 1 : Depuis les origines jusqu'à la fin du XVe siècle, A. Quentin, 1885 ; Alcide Picard, 1886.
- Poésies de 1864 à 1874, Lemerre, 1889.
- La Fontaine, Hachette, 1895.
- Artistes et Amateurs.
- Orléans, 1900.
- La peinture en Europe, Le Louvre (avec Eugène Richtenberger), Libraires-Imprimeries Réunies, s. d., c. 1900
- La peinture en Europe, Venise (avec Eugène Richtenberger), 1900.
- La peinture en Europe, la Belgique, 1900.
- Rome, les musées, les collections particulières, les palais, chez l'auteur, 1905
- Molière, Hachette, 1908.

### Œuvres numérisées par Gallica
- Œuvres de Georges Lafenestre numérisées par Gallica